# Кравчиня (фільм, 2015)
«Кравчиня» (англ. The Dressmaker) — драматична комедія режисерки Джоселін Мургауз, що вийшла на екрани в 2015 році. Екранізація однойменного роману Розалі Гем.

## Сюжет
Дія відбувається в 1951 році в маленькому австралійському містечку. Одного разу тут з'являється особа, яка відразу привертає загальну увагу. Це Тіллі Даннедж, яку багато років тому звинуватили в смерті однокласника і відправили в дитячий інтернат. І ось, після багатьох років, проведених у Європі, де вона навчилася кравецькій майстерності, Тіллі повертається додому, щоб подбати про напівбожевільну стару матір. Дуже скоро їй вдається продемонструвати свої таланти і отримати замовлення майже від усіх жительок і жителів містечка. Однак те, заради чого вона приїхала сюди насправді, — це необхідність розібратися, що ж сталося багато років тому і хто винен у трагедії…

## В ролях
- Кейт Вінслет — Тіллі Даннедж
- Джуді Девіс — Моллі Даннедж
- Ліам Гемсворт — Тедді Максвіні
- Г'юго Вівінг — сержант Фаррат
- Сара Снук — Гертруда (Труді) Пратт
- Джулія Блейк — Ірма Алманак
- Баррі Отто — Персіваль Алманак
- Шейн Бурн — Еван Петтімен
- Елісон Уайт — Меріголд Петтімен
- Керрі Фокс — Б'юлі Геррідьен
- Ребекка Ґібні — Меріел Пратт
- Шейн Джейкобсон — Елвін Пратт

## Нагороди та номінації
- 2015 — 5 премій Австралійської кіноакадемії: краща акторка (Кейт Вінслет), кращий актор другого плану (Г'юго Вівінг), краща акторка другого плану (Джуді Девіс), кращі костюми (Меріон Бойс, Марго Вілсон), кращий фільм на глядацьку думку. Крім того, стрічка була номінована ще в 7 категоріях: кращий фільм (С'ю Маслін), краща режисура художнього фільму (Джослін Мурхаус), краща операторська робота (Дональд Макальпін), кращий монтаж (Джилл Білкок), краща оригінальна музика (Девід Хіршфельдер), найкраща робота художника (Роджер Форд), кращий звук.
- 2016 — 4 премії Австралійської асоціації кінокритиків: краща акторка (Кейт Вінслет), кращий актор другого плану (Г'юго Вівінг), краща акторка другого плану (Джуді Девіс), кращий сценарій (Джослін Мурхаус, П. Дж. Хоган). Крім того, стрічка була номінована ще в 4 категоріях: кращий фільм, краща режисура (Джослін Мурхаус), краща акторка другого плану (Сара Снук), краща операторська робота (Дональд Макальпін).
- 2016 — 2 премії Австралійського товариства кінокритиків: краща акторка (Кейт Вінслет), краща акторка другого плану (Джуді Девіс). Крім того, стрічка була номінована ще в 8 категоріях: кращий фільм (Сью Маслін), краща режисура (Джослін Мурхаус), кращий актор другого плану (Г'юго Вівінг), краща акторка другого плану (Сара Снук), краща операторська робота (Дональд Макальпін), кращий монтаж (Джилл Білкок), краща оригінальна музика (Девід Хіршфельдер), краща робота художника (Роджер Форд).
- 2016 — номінація на премію Лондонського гуртка кінокритиків в категорії «краща британська або ірландська актрорка року» (Кейт Вінслет).
- 2017 — номінація на премію Гільдії художників по костюмах за кращі костюми в історичному фільмі (Меріон Бойс, Марго Вілсон).